# Saint-Bonnet-en-Champsaur
Saint-Bonnet-en-Champsaur è un comune francese di 1 747 abitanti situato nel dipartimento delle Alte Alpi della regione della Provenza-Alpi-Costa Azzurra.
Si trova lungo il corso del fiume Drac, nel Champsaur e all'interno del parco nazionale des Écrins.
Dal 1º gennaio 2013 i comuni, ora soppressi, di Bénévent-et-Charbillac e Les Infournas si sono fusi con Saint-Bonnet-en-Champsaur.
Fino al 18 marzo 1988 si è chiamato Saint-Bonnet.

## Società

### Evoluzione demografica
Abitanti censiti